# Società Sportiva Felice Scandone 2007-2008
Questa voce raccoglie le informazioni riguardanti la  Società Sportiva Felice Scandone nelle competizioni ufficiali della stagione 2007-2008.

## Verdetti stagionali
Competizioni nazionali
- Serie A:
  - stagione regolare: 3º posto su 18 squadre (23/11);
  - sconfitta da Roma in semifinale ai play-off. Qualificata per l'Euroleague Basketball 2008-2009.
- Coppa Italia:
  - Vincitore (73-67 in finale contro Bologna).

## Stagione
La stagione 2007-2008 della Società Sportiva Felice Scandone sponsorizzata Air, è l'8ª nel massimo campionato italiano di pallacanestro, la Serie A.
Nel corso dell'estate 2007 la proprietà della società passa alla famiglia Ercolino, proprietaria dell'omonimo gruppo imprenditoriale attivo nel settore edile. La nuova dirigenza decide di ripartire dalla conferma di Matteo Boniciolli (a cui il nuovo presidente, Vincenzo Ercolino, concede anche l'incarico di general manager), affiancato da Tonino Zorzi con il ruolo di senior assistant.
Dal punto di vista sportivo vengono confermati Nikola Radulović, Pasquale Paolisso, Peter Lisicky, Marco Rossetti e Simon Petrov, questi ultimi ceduti a campionato in corso.
L'avvio di stagione è segnato da tre sconfitte di fila, a cui seguono un alternarsi di risultati utili, che portano la squadra ad occupare, al termine del girone di andata, la quinta posizione in classifica a 22 punti ottenendo la qualificazione alla Coppa Italia. La competizione, svoltasi al PalaMalaguti di Casalecchio di Reno, si è conclusa con la vittoria della competizione dopo aver superato Montegranaro ai quarti di finale, Biella in semifinale e i padroni di casa della Virtus Bologna in finale.
Il girone di ritorno inizia con la sconfitta esterna con Montegranaro, a cui seguono 5 vittorie (tra cui quella con la capolista Siena, ancora imbattuta). Dopo tre sconfitte, inizia per la Scandone un ciclo di 6 vittorie consecutive (il più lungo per la squadra in massima serie) concluso con la sconfitta con Milano alla 16ª giornata a cui segue la vittoria conclusiva della regular season con Pesaro, terminando la stagione regolare in 3ª posizione in classifica e ottenendo per la prima volta la qualificazione ai play-off. Dopo aver superato Capo d'Orlando ai quarti di finale per 3-0 e aver ottenuto la qualificazione all'Eurolega, Avellino viene eliminata in semifinale da Roma.
L'allenatore Matteo Boniciolli è premiato come migliore allenatore dell'anno. In precedenza Marques Green era stato eletto MPV del girone d'andata mentre Devin Smith ha avuto lo stesso riconoscimento per le Final Eight oltre ad essere stato miglior realizzatore da 3 punti della finale di Coppa Italia.
Il 28 maggio 2008 Matteo Boniciolli, si dimette dall'incarico di general manager e allenatore ritenendo ormai concluso il suo ciclo ad Avellino.

## Roster
| Air Avellino 2007-08 | Air Avellino 2007-08 |
| Giocatori            | Staff tecnico        |
| -------------------- | -------------------- |

| N. | Naz.                                      | Ruolo | Nome                 | Anno | Alt.   | Peso   |  |
| -- | ----------------------------------------- | ----- | -------------------- | ---- | ------ | ------ |  |
| 4  | Stati Uniti (bandiera)                    | P     | Marques Green        | 1982 | 165 cm | 75 kg  |  |
| 5  | Croazia (bandiera) · Italia (bandiera)    | AG    | Nikola Radulović (C) | 1973 | 207 cm | 103 kg |  |
| 6  | Stati Uniti (bandiera)                    | AP    | Devin Smith          | 1983 | 196 cm | 110 kg |  |
| 7  | Italia (bandiera)                         | AP    | Marco Rossetti       | 1980 | 201 cm | 98 kg  |  |
| 7  | Grecia (bandiera)                         | P     | Vaggelīs Sakellariou | 1989 | 191 cm | 90 kg  |  |
| 8  | Colombia (bandiera)                       | G     | Stalin Ortiz         | 1981 | 191 cm | 81 kg  |  |
| 9  | Italia (bandiera)                         | A     | Alex Righetti        | 1977 | 198 cm | 98 kg  |  |
| 10 | Slovenia (bandiera)                       | P     | Simon Petrov         | 1976 | 190 cm | 87 kg  |  |
| 10 | Italia (bandiera)                         | PG    | Daniele Cavaliero    | 1984 | 188 cm | 83 kg  |  |
| 11 | Slovacchia (bandiera) · Italia (bandiera) | G     | Peter Lisicky        | 1976 | 192 cm | 95 kg  |  |
| 12 | Italia (bandiera)                         | AG    | Pasquale Paolisso    | 1990 | 203 cm | 88 kg  |  |
| 14 | Italia (bandiera)                         | P     | Maurizio Ferrara     | 1986 | 185 cm | 78 kg  |  |
| 14 | Italia (bandiera)                         | G     | Andrea Iannicelli    | 1991 | 190 cm | 70 kg  |  |
| 18 | Dominica (bandiera) · Francia (bandiera)  | C     | Sylvere Bryan        | 1981 | 208 cm | 113 kg |  |
| 19 | Stati Uniti (bandiera)                    | C     | Eric Williams        | 1984 | 206 cm | 125 kg |  |
| 20 | Romania (bandiera)                        | AG    | Cătălin Burlacu      | 1977 | 210 cm | 115 kg |  |
| 24 | Stati Uniti (bandiera)                    | C     | Marcus Campbell      | 1982 | 214 cm | 97 kg  |  |
| -  | Italia (bandiera)                         | P     | Francesco Cerullo    | 1990 | 180 cm |        |  |
| -  | Italia (bandiera)                         |       | Luca Coppola         | 1990 |        |        |  |
| -  | Italia (bandiera)                         |       | Andrea La Rocca      | 1989 |        |        |  |
| -  | Italia (bandiera)                         | G     | Giovanni Napodano    | 1990 | 185 cm | 80 kg  |  |

| Allenatore                                                                                       |
| - Matteo Boniciolli                                                                              |
| Assistente/i                                                                                     |
| - Gianluca De Gennaro - Tonino Zorzi Legenda - (C) Capitano - (IN) Inattivo - Infortunato Roster |

### Staff tecnico e dirigenziale
- Allenatore: Matteo Boniciolli
- Assistente: Gianluca De Gennaro
- Senior Assistant: Tonino Zorzi
- Preparatore Atletico: Maurizio Maietta
- Medico: Franco Cerullo
- Medico: Gennaro Corbo
- Fisioterapista: Gerardo Zeccardo
- Fisioterapista: Giuseppe Grimaldi

- Presidente: Vincenzo Ercolino
- Amministratore Delegato: Luigi Ercolino
- Team Manager: Gaetano De Paola
- Dirigente Accompagnatore: Gerardo Mariella
- Resp. Area Tecnica: Carmine Cardillo
- Resp. Marketing: Marketing AIR Communication
- Addetto stampa: Maria Picariello
- Segreteria: Rossella Galante
- Segreteria: Gianluca Di Domenico
- Addetto agli Arbitri: Salvatore Mondo
- Resp. sito Internet: Marketing AIR Communication
- Resp. Settore Giovanile: Gianluca De Gennaro
- Resp. Statistiche: Giuseppe Adamo

## Mercato

### Sessione estiva
| Acquisti | Acquisti         | Acquisti          | Acquisti      | Acquisti |
| R.       | Nome             | da                | Modalità      |          |
| -------- | ---------------- | ----------------- | ------------- | -------- |
| AP       | Devin Smith      | San Sebastián     | definitivo    |          |
| G        | Stalin Ortiz     | Trotamundos       | definitivo    |          |
| C        | Eric Williams    | Pall. Cantù       | definitivo    |          |
| P        | Marques Green    | Nancy             | definitivo    |          |
| AG       | Cătălin Burlacu  | Kalev/Cramo       | definitivo    |          |
| A        | Alex Righetti    | Virtus Roma       | definitivo    |          |
| C        | Sylvere Bryan    | Prostějov         | definitivo    |          |
| P        | Maurizio Ferrara | Viola R. Calabria | fine prestito |          |

| Cessioni | Cessioni            | Cessioni           | Cessioni       | Cessioni |
| R.       | Nome                | a                  | Modalità       |          |
| -------- | ------------------- | ------------------ | -------------- | -------- |
| A        | Danny Strong        | León               | fine contratto |          |
| G        | Giuseppe Frascolla  | Basket Trinitapoli | fine contratto |          |
| AG       | Periklīs Dorkofikīs | Olympias Patrasso  | fine contratto |          |
| C        | Harold Jamison      | Atl. de San Germán | fine contratto |          |
| G        | Ramel Curry         | H. Gerusalemme     | fine contratto |          |
| P        | Brent Darby         | Dinamo Sassari     | fine contratto |          |
| AC       | Stefano Maioli      | Pall. Reggiana     | fine contratto |          |
| P        | Derrick Zimmerman   | Široki             | fine contratto |          |

### Dopo l'inizio della stagione
| Acquisti | Acquisti             | Acquisti          | Acquisti         | Acquisti   |
| R.       | Nome                 | da                | Data             | Modalità   |
| -------- | -------------------- | ----------------- | ---------------- | ---------- |
| PG       | Daniele Cavaliero    | Fortitudo Bologna | 22 novembre 2007 | definitivo |
| PG       | Vaggelīs Sakellariou | Egaleo            | 11 aprile 2008   | definitivo |
| C        | Marcus Campbell      | Anaheim Arsenal   | 15 aprile 2008   | definitivo |

| Cessioni | Cessioni         | Cessioni      | Cessioni         | Cessioni    |
| R.       | Nome             | a             | Data             | Modalità    |
| -------- | ---------------- | ------------- | ---------------- | ----------- |
| A        | Marco Rossetti   | Veroli Basket | 30 novembre 2007 | prestito    |
| P        | Maurizio Ferrara | Draghi Novara | 6 dicembre 2007  | rescissione |
| P        | Simon Petrov     | Free agent    | 11 dicembre 2007 | rescissione |

## Risultati

### Regular season

#### Girone di andata
| Avellino 30 settembre 2007, ore 18:15 1ª giornata | Scandone Avellino | 67 – 76 | Sutor Montegranaro | PalaDelMauro |

| Siena 6 ottobre 2007, ore 20:30 2ª giornata | Mens Sana Siena | 83 – 77 | Scandone Avellino | PalaEstra |

| Avellino 11 ottobre 2007, ore 20:30 3ª giornata | Scandone Avellino | 72 – 85 | Virtus Bologna | PalaDelMauro |

| Avellino 14 ottobre 2007, ore 18:15 4ª giornata | Scandone Avellino | 90 – 79 | Amici Pall. Udinese | PalaDelMauro |

| Cucciago 18 ottobre 2007, ore 20:30 5ª giornata | Pall. Cantù | 68 – 94 | Scandone Avellino | Mapooro Arena |

| Avellino 21 ottobre 2007, ore 18:15 6ª giornata | Scandone Avellino | 72 – 79 | Pall. Biella | PalaDelMauro |

| Bologna 27 ottobre 2007, ore 21:00 7ª giornata | Fortitudo Bologna | 70 – 91 | Scandone Avellino | PalaDozza |

| Avellino 4 novembre 2007, ore 18:15 8ª giornata | Scandone Avellino | 102 – 79 | Orlandina | PalaDelMauro |

| Roma 11 novembre 2007, ore 18:15 9ª giornata | Virtus Roma | 106 – 90 | Scandone Avellino | PalaLottomatica |

| Varese 18 novembre 2007, ore 18:15 10ª giornata | Pall. Varese | 81 – 87 | Scandone Avellino | PalaWhirlpool |

| Avellino 25 novembre 2007, ore 18:15 11ª giornata | Scandone Avellino | 101 – 81 | Teramo Basket | PalaDelMauro |

| Scafati 1º dicembre 2007, ore 21:00 12ª giornata | Scafati Basket | 86 – 89 | Scandone Avellino | PalaMangano |

| Avellino 8 dicembre 2007, ore 21:00 13ª giornata | Scandone Avellino | 89 – 77 | Basket Napoli | PalaDelMauro |

| Avellino 15 dicembre 2007, ore 20:30 14ª giornata | Scandone Avellino | 75 – 83 | Nuova A.M.G. Sebastiani Basket Rieti | PalaDelMauro |

| Treviso 22 dicembre 2007, ore 20:30 15ª giornata | Pall. Treviso | 79 – 104 | Scandone Avellino | Palaverde |

| Milano 27 dicembre 2007, ore 20:30 16ª giornata | Olimpia Milano | 72 – 86 | Scandone Avellino | PalaSharp |

| Avellino 30 dicembre 2007, ore 18:15 17ª giornata | Scandone Avellino | 90 – 63 | V.L. Pesaro | PalaDelMauro |

#### Girone di ritorno
| Montegranaro 6 gennaio 2008, ore 16:30 1ª giornata | Sutor Montegranaro | 83 – 80 | Scandone Avellino | PalaSavelli |

| Avellino 13 gennaio 2008, ore 21:00 2ª giornata | Scandone Avellino | 79 – 73 | Mens Sana Siena | PalaDelMauro |

| Casalecchio di Reno 20 gennaio 2008, ore 18:15 3ª giornata | Virtus Bologna | 78 – 82 | Scandone Avellino | Unipol Arena |

| Udine 26 gennaio 2008, ore 21:00 4ª giornata | Amici Pall. Udinese | 67 – 89 | Scandone Avellino | PalaCarnera |

| Avellino 3 febbraio 2008, ore 18:15 5ª giornata | Scandone Avellino | 90 – 72 | Pall. Cantù | PalaDelMauro |

| Biella 16 febbraio 2008, ore 21:00 6ª giornata | Pall. Biella | 71 – 82 | Scandone Avellino | Palasport Biella |

| Avellino 24 febbraio 2008, ore 18:15 7ª giornata | Scandone Avellino | 70 – 76 | Fortitudo Bologna | PalaDelMauro |

| Capo d’Orlando 2 marzo 2008, ore 18:15 8ª giornata | Orlandina | 84 – 76 | Scandone Avellino | PalaFantozzi |

| Avellino 9 marzo 2008, ore 12:00 9ª giornata | Scandone Avellino | 64 – 72 | Virtus Roma | PalaDelMauro |

| Avellino 16 marzo 2008, ore 18:15 10ª giornata | Scandone Avellino | 99 – 75 | Pall. Varese | PalaDelMauro |

| Teramo 22 marzo 2008, ore 20:30 11ª giornata | Teramo Basket | 79 – 82 | Scandone Avellino | PalaScapriano |

| Avellino 29 marzo 2008, ore 20:30 12ª giornata | Scandone Avellino | 103 – 84 | Scafati Basket | PalaDelMauro |

| Napoli 6 aprile 2008, ore 18:15 13ª giornata | Basket Napoli | 71 – 74 | Scandone Avellino | PalaBarbuto |

| Rieti 13 aprile 2008, ore 18:15 14ª giornata | Nuova A.M.G. Sebastiani Basket Rieti | 83 – 93 | Scandone Avellino | PalaSojourner |

| Avellino 17 aprile 2008, ore 20:30 15ª giornata | Scandone Avellino | 80 – 63 | Pall. Treviso | PalaDelMauro |

| Avellino 20 aprile 2008, ore 18:15 16ª giornata | Scandone Avellino | 72 – 78 | Olimpia Milano | PalaDelMauro |

| Pesaro 27 aprile 2008 18:00 17ª giornata | V.L. Pesaro | 81 – 87 | Scandone Avellino | Adriatic Arena |

#### Play-off
| Avellino 11 maggio 2008, ore 21:00 Quarti di finale - Gara 1 | Scandone Avellino | 103 – 92 | Orlandina | PalaDelMauro |

| Capo d'Orlando 13 maggio 2008, ore 21:00 Quarti di finale - Gara 2 | Orlandina | 86 – 96 | Scandone Avellino | PalaFantozzi |

| Avellino 15 maggio 2008, ore 21:00 Quarti di finale - Gara 3 | Scandone Avellino | 89 – 79 | Orlandina | PalaDelMauro |

| Roma 23 maggio 2008, ore 21:00 Semifinali - Gara 1 | Virtus Roma | 68 – 63 | Scandone Avellino | PalaLottomatica |

| Avellino 22 maggio 2008, ore 21:00 Semifinali - Gara 2 | Scandone Avellino | 78 – 85 | Virtus Roma | PalaDelMauro |

| Roma 27 maggio 2008, ore 21:00 Semifinali - Gara 3 | Virtus Roma | 77 – 70 | Scandone Avellino | PalaLottomatica |

### Coppa Italia
| Bologna 8 febbraio 2008, ore 21:00 Quarti di finale | Sutor Montegranaro | 69 – 73 | Scandone Avellino | PalaMalaguti |

| Bologna 9 febbraio 2008, ore 21:00 Semifinale | Pall. Biella | 63 – 77 | Scandone Avellino | PalaMalaguti |

| Bologna 10 febbraio 2008, ore 21:00 Finale | Virtus Bologna | 67 – 73 | Scandone Avellino | PalaMalaguti |